# يانمار
يانمار المحدودة هي شركة يابانية لتصنيع محركات الديزل ولها أكثر من 100 سنة تعمل في هذا المجال. وتستخدم المحركات في مجموعة واسعة من التطبيقات، بما في ذلك السفن، مركبات البناء، المركبات الزراعية والمولدات. خلال السنوات ال 20 الماضية، وليانمار حضور متزايد في سوق الطائرات بدون طيار في اليابان وأماكن أخرى، مع طائرات الهليكوبتر الصغيرة بدون طيار مثل يانمار YH300 إس ل ويانمار ايه-3، وتستخدم في المقام الأول في الرش الزراعي وغير ذلك من أشكال تطبيقات الجوية .

## وصف الشركة
الجزء الأهم في شركة يانمار هو إنتاج محركات الديزل، وأيضاً سفن الصيد الخفيفة، أجسام السفن والجرارات و الحصادات، وآلات زراعة الأرز، ومضخات الحرارة الغاز وقاشطات الثلج وسيارات النقل، والناقلات الخلفية، حفارات صغيرة، مولدات الديزل المحمولة جنبا إلى جنب مع الآلات الثقيلة.
كان يانمار أول من وضع محرك الديزل في آلة زراعة الأرز مع مقعد الراكب. كما تزود يانمار محركات للجرارات جون دير وشركة ترمو كنيج المستخدمة في شاحنات التبريد.

## أصل اسم الشركة
حسب موقع الشركة، فإن الاسم يانمار هو جمع اسم ينمي داغون فلاي Yanma Dragonfly واليمي التي جاءت من اسم مؤسس الشركة Magokichi Yamaoka.